# Chinese Coffee
Chinese Coffee è un film del 2000 diretto e interpretato da Al Pacino.
È un film indipendente, finanziato da Pacino, basato sull'omonima piece teatrale di Ira Lewis (qui anche sceneggiatore), produzione off-Broadway già portata in scena dall'attore dei primi anni novanta.

## Trama
In una notte newyorkese un romanziere combattivo ma squattrinato e il suo migliore amico, un fotografo fallito, discutono ferocemente su successo, amore, fallimento e valore artistico.
Harry ha appena terminato il suo ultimo romanzo e vuole un parere dell'amico. Jack dapprima nega di averlo letto, poi ammette di trovarlo un fine e ben camuffato racconto degli amori e dei fallimenti delle loro vite, infine accecato dalla gelosia cercherà di distruggere le possibilità di ascesa dell'amico.

## Distribuzione
Nonostante il buon successo ottenuto nei vari festival in cui fu presentato (compresa una vera e propria ovazione al Tribeca Film Festival di New York), Pacino decise di non pubblicare il film, ritenendo che senza la disponibilità economica per una distribuzione adeguata, l'opera non avrebbe potuto essere apprezzata come meritava.
Dal giugno 2007 il film circola in DVD nel solo mercato statunitense, in un cofanetto chiamato Pacino - An actor's vision che comprende anche l'altra opera di Pacino regista Riccardo III - Un uomo, un re oltre a The Local Stigmatic. Nel 2008, è stato proiettato al Festival internazionale del film di Roma.